# Людина з тисячею імен
Людина з тисячею імен (англ. The Man with a Thousand Names) — науково-фантастичний роман канадського письменника Альфреда ван Вогта, вперше опублікований 1974 року.

## Зміст
Головний герой — Стівен Мастерс, 23-річний плейбой і єдиний син найбагатшої людини світу. На вечірці він (перебуваючи напідпитку) заявляє, що бажає приєднатись до космічної експедиції на землеподібну планету Міттенд. Це найближча планета (30 світлових років) від Землі де є розумне життя. Коли йому відмовляють, він використовує ресурси батька, щоб отримати бажане. Через 6 тижнів він прибуває на планету.
Після приземлення він відходить від основної групи і зустрічає тубільців. Примітивні і голі тубільці мають потужний груповий розум на ім'я «Мати». Вони ловлять його і торкаються його голови. Розум Стівена обмінюється з розумом 38-річного офіціанта бару на Землі.
Цей офіціант колись працював у Стівена дворецьким, і той безпричинно домігся його звільнення.
Стівен переконує свого батька, що це він у іншому тілі, і той вирішує знову направити його на Міттенд.
Легковажний Стівен там гвалтує місцеву жительку і його свідомість знову міняється з іншою людиною на Землі, колись скривдженою Стівеном.
Так відбувається ще декілька раз, утворюючи пари обміняні свідомістю.
Кожного разу перебуваючи в чужому тілі на Землі Стівен піддається замахам невідомих осіб.
Зрештою Стівен виявляє, що є предметом суперечки двох потужних інопланетних рас.